# Тадж ол-Молук
Тадж ол-Молук Айромлу (уроджена Німтадж Ханум, 17 березня 1896, Баку, Російська імперія — 10 березня 1982, Акапулько, Мексика) — королева Ірану, дружина Реза Пехлеві, засновника династії Пехлеві в Ірані, шаха Ірану в 1925—1941. Її ім'я означає «Корона короля» на фарсі. Етнічна азербайджанка. Прізвище Айромлу також іноді записується як Айрумлу, Ейрумлу, Іромлу через помилки в правописі під час їх імміграції в інші країни. Була нащадком феодальної сім'ї з племені айрум з Кавказу, дочкою бригадного генерала Теймур-хана Айрумлу.

## Життєпис
Була першою королевою Ірану, що грала суспільну роль і займала посаду в суспільстві. Вона відігравала важливу роль у процесі скасування чадри в Ірані за часів правління її чоловіка.
У 1934 Реза Шах Пахлаві зажадав присутності королеви і двох принцес на офіційній церемонії в Іранському учительському коледжі. Всі троє були присутні на церемонії й одягнені в західний одягу, без чадр. Згодом шах опублікував світлини своєї дружини і доньок; іншим чоловікам було наказано зняти чадри зі своїх дружин і дочок.
Її чоловік позбавлений влади в 1941.
Мала чотирьох дітей: Шамс Пехлеві, Мохаммед Реза Пехлеві, останній шах Ірану, його сестра-близнюк Ашраф Пахлаві й Алі Реза Пехлеві I.
Поїхала з Ірану  в 1979 через Іранську революцію.
Померла в Акапулько (Мексика), після довгої боротьби з  лейкемією за тиждень до свого 86-річчя.

## Титули
- 1896—1918: Німтадж Айромлу
- 1918—1927: Пані Реза Пехлеві
- 1927—1941: Її Імператорська Величність Королева Ірану
- 1941—1982: Її Імператорська Величність мати короля Ірану
  - також використовувалося: Німтадж Ханум